# Marie Bryant
Marie Bryant (New Orleans, 1919 – Los Angeles, 23 mei 1978) was een Amerikaanse jazzzangeres, danseres en actrice.

## Biografie
Marie Bryant was eind jaren dertig tot en met halverwege de jaren vijftig een populaire, niet-blanke, exotische danseres en zangeres. Ze was de dochter van de MC van het Apollo Theater en orkestleider Willie Bryant en begon al op 16-jarige leeftijd op te treden in de Cotton Club. Ze werd aangemoedigd door Duke Ellington en trad ook op in een van zijn soundies.
Ze speelde ook in films, onder meer in The Duke Is Tops (1938, haar eerste film, waarin ook Lena Horne meespeelde, daarna een nauwe vriendin), Gang War (1940, als danseres), Jammin' the Blues van Gjon Mili (1944), waarin ze On the Sunny Side of the Street zong, begeleid door Lester Young, They Live by Night (1948, van Nicholas Ray, als nachtclubzangeres) en Wabash Avenue (1950), een Betty Grable-musical, eveneens als nachtclubzangeres). 
Vanaf ongeveer 1954 woonde ze in Londen, waar ze met een Indiase ingenieursstudent trouwde. Ze nam calypso en jazznummers op met onder meer de Calypso Kings van Jackie Brown en jazz met Humphrey Lyttelton. Met een van haar calypso's veroorzaakte ze in 1953 een internationaal schandaal, dat de titelpagina haalde van The New York Times. De calypso Don't Malign Malan was gericht tegen de apartheid in Zuid-Afrika. Daniël François Malan was toentertijd de Zuid-Afrikaanse premier. Ze zong de song in de West End-revue High Spirits van Stephen Mitchell, terwijl de premier bij de kroning van koningin Elizabeth II in Londen verbleef.

## Overlijden
Marie Bryant overleed in mei 1978 op 59-jarige leeftijd.
- Bibliothèque nationale de France: cb14159924k (data)
- International Standard Name Identifier: 0000 0000 0112 3249
- Library of Congress Control Number: n97869630
- MusicBrainz: 4c78cf71-15ed-4643-afc2-0e5be740a5b4
- SNAC: w67n106m
- Virtual International Authority File: 56819147
- WorldCat: E39PBJktwm9fmHGbJmgp4Qhrbd